# Koumi Diossé
Koumi Diossé était un combattant du Royaume du Bélédougou (Actuel Mali), résistant à la colonisation française du Soudan français.
Connu également sous le nom de Diossé Djan ou Diossé Traoré, il fut battu lors de la bataille de Kodialan en février 1915. Selon l'Histoire de la France coloniale (tome 2, 1914-1990), il se fit « sauter avec les siens dans son tata de Koumi (cercle de Bélédougou), en mars 1915, plutôt que de se rendre aux Blancs ».